# Farmington (Minnesota)
Farmington è un comune degli Stati Uniti d'America, situato in Minnesota, nella contea di Dakota.